# Jogos Islâmicos da Solidariedade de 2013
Os III Jogos Islâmicos da Solidariedade foram um evento esportivo internacional realizado em Palembang, Indonésia, de 22 de setembro a 1º de outubro de 2013. O evento de 2009, originalmente programado para acontecer no Irã e posteriormente remarcado para abril de 2010, foi cancelado após o surgimento de uma disputa entre o Irã e os países árabes.

## Seleção da cidade-sede
A Indonésia foi anunciada como anfitriã dos Jogos em abril de 2011 com Pekanbaru, Riau, como cidade anfitriã. Os Jogos foram transferidos para Jacarta alegando falta de padrão em alguns locais combinado com um caso de corrupção envolvendo o governador de Riau, Rusli Zainal. Palembang foi finalmente escolhida como cidade-sede e os Jogos foram adiados cerca de três meses em relação ao prazo original de junho.

## Locais de competição
| Nome do Local                         | Esportes                                                  |
| ------------------------------------- | --------------------------------------------------------- |
| Dempo Sport Hall                      | Badminton                                                 |
| PSCC Palembang Sport Hall             | Basquetebol, Voleibol                                     |
| Graha Serbaguna Jakabaring            | Halterofilismo                                            |
| Estádio Atlético de Jakabaring        | Atletismo                                                 |
| Arena de Vôlei de Praia de Jakabaring | Voleibol de Praia                                         |
| Hall de Ginástica de Jakabaring       | Wushu                                                     |
| Estádio Gelora Sriwijaya              | Cerimônia de Abertura, Cerimônia de Encerramento, Futebol |
| Campo de Tiro com Arco de Jakabaring  | Tiro com Arco                                             |
| Estádio Aquático Jakabaring           | Natação                                                   |
| Quadra de Tênis Bukit Asam            | Tênis                                                     |
| Estádio Bumi Sriwijaya                | Futebol                                                   |
| Centro de Promoção Sriwijaya          | Caratê, Taekwondo                                         |

## Nações participantes
57 nações participram dos Jogos Islâmicos de Solidariedade de 2013.
| Comitês Nacionais Participantes |
| --- |
| - Afeganistão - Albânia - Arábia Saudita - Argélia - Azerbaijão - Bahrein - Bangladesh - Benim - Brunei - Burquina Fasso - Camarões - Catar - Cazaquistão - Chade - Comores - Costa do Marfim - Djibuti - Emirados Árabes Unidos - Egito - Gabão - Gâmbia - Guiné - Guiné-Bissau - Guiana - Iêmen - Indonésia - Irão - Iraque - Jordânia - Kuwait - Líbano - Líbia - Malásia - Maldivas - Mali - Marrocos - Mauritânia - Moçambique - Níger - Nigéria - Omã - Palestina - Paquistão - Quirguistão - Senegal - Serra Leoa - Síria - Somália - Sudão - Suriname - Tajiquistão - Togo - Tunísia - Turquemenistão - Turquia - Uganda - Uzbequistão |

## Esportes
| Programa esportivo dos Jogos Islâmicos da Solidariedade de 2013 |
| --- |
| - Aquáticos - Natação (40) () - Atletismo (42) () - Badminton (7) () - Basquetebol (2) () - Caratê (17) () - Futebol (1) () - Halterofilismo (15) () - Taekwondo (21) () - Tênis (6) () - Tiro com arco (10) () - Voleibol (3) () - Voleibol (1) - Voleibol de praia (2) - Wushu (20) () |

## Quadro de medalhas
*   país anfitrião (Indonésia)
| Pos.                | País                   | Ouro | Prata | Bronze | Total |
| ------------------- | ---------------------- | ---- | ----- | ------ | ----- |
| 1                   | Indonésia              | 36   | 34    | 34     | 104   |
| 2                   | Irã                    | 30   | 17    | 12     | 59    |
| 3                   | Egito                  | 26   | 31    | 29     | 86    |
| 4                   | Malásia                | 26   | 17    | 29     | 72    |
| 5                   | Turquia                | 23   | 30    | 50     | 103   |
| 6                   | Marrocos               | 10   | 15    | 14     | 39    |
| 7                   | Arábia Saudita         | 7    | 3     | 6      | 16    |
| 8                   | Azerbaijão             | 6    | 9     | 9      | 24    |
| 9                   | Argélia                | 5    | 6     | 8      | 19    |
| 10                  | Omã                    | 3    | 2     | 5      | 10    |
| 11                  | Bahrein                | 2    | 1     | 4      | 7     |
| 12                  | Síria                  | 2    | 1     | 3      | 6     |
| 13                  | Iraque                 | 2    | 1     | 1      | 4     |
| 14                  | Tunísia                | 2    | 0     | 7      | 9     |
| 15                  | Kuwait                 | 1    | 4     | 3      | 8     |
| 16                  | Catar                  | 1    | 2     | 2      | 5     |
| 17                  | Jordânia               | 1    | 1     | 2      | 4     |
| 18                  | Guiana                 | 0    | 2     | 0      | 2     |
| 19                  | Emirados Árabes Unidos | 0    | 1     | 3      | 4     |
| 20                  | Bangladesh             | 0    | 1     | 1      | 2     |
| 20                  | Líbia                  | 0    | 1     | 1      | 2     |
| 22                  | Brunei                 | 0    | 1     | 0      | 1     |
| 22                  | Palestina              | 0    | 1     | 0      | 1     |
| 24                  | Turquemenistão         | 0    | 0     | 4      | 4     |
| 25                  | Iémen                  | 0    | 0     | 3      | 3     |
| 25                  | Senegal                | 0    | 0     | 3      | 3     |
| 27                  | Camarões               | 0    | 0     | 1      | 1     |
| 27                  | Líbano                 | 0    | 0     | 1      | 1     |
| 27                  | Serra Leoa             | 0    | 0     | 1      | 1     |
| Total (29 entradas) | Total (29 entradas)    | 183  | 181   | 236    | 600   |

## Controvérsia do biquíni esportivo
Os Jogos enfrentaram uma polêmica sobre atletas femininas competindo em biquínis esportivos. Algumas nações participantes exigiram que todas as esportistas que competem nos eventos de atletismo, vôlei de praia e natação usem roupas esportivas que cubram o corpo, em vez dos biquínis esportivos usuais, funcionais e oficiais regulamentados por regras internacionais. Em alguns países do mundo muçulmano, roupas esportivas para mulheres chamadas burquíni, que cobrem todo o corpo, exceto o rosto, as mãos e os pés, são usadas de acordo com a cultura islâmica. Além disso, alguns países pediram aos organizadores que realizassem os eventos masculino e feminino em dias separados. Ambos os regulamentos foram aplicados na primeira edição dos Jogos realizados na Arábia Saudita em 2005.
O comitê organizador se recusou a cumprir integralmente as exigências afirmando que apenas os países governados por governos islâmicos entre os 44 participantes com população muçulmana se opunham ao traje esportivo de duas peças padronizado no código internacional de vestimenta esportiva. Os organizadores determinaram que o uso de biquínis esportivos é opcional para que as esportistas possam usar roupas de cunho religioso.